# Chianina

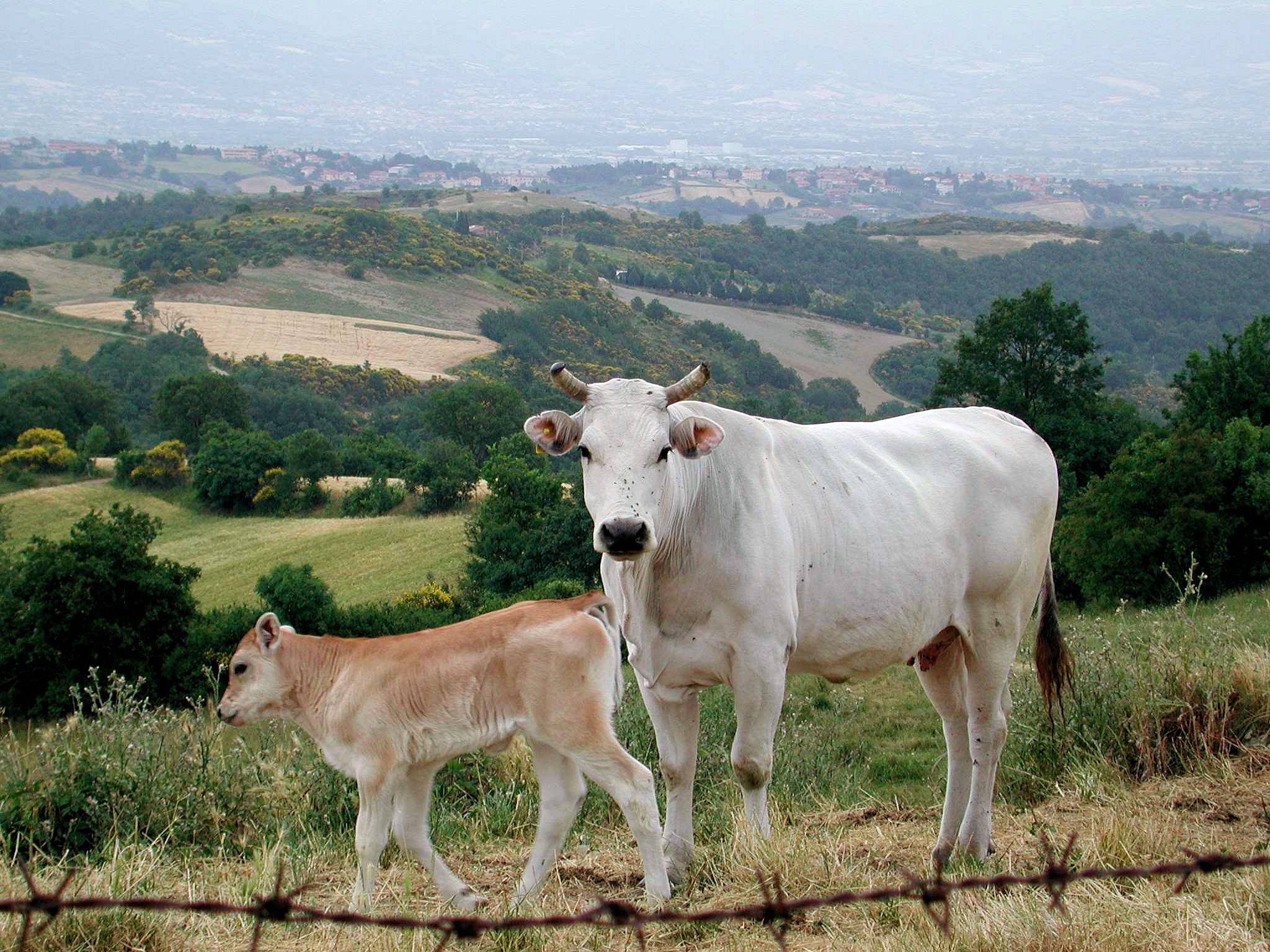
Een Chianina-koe en -kalf in Toscane

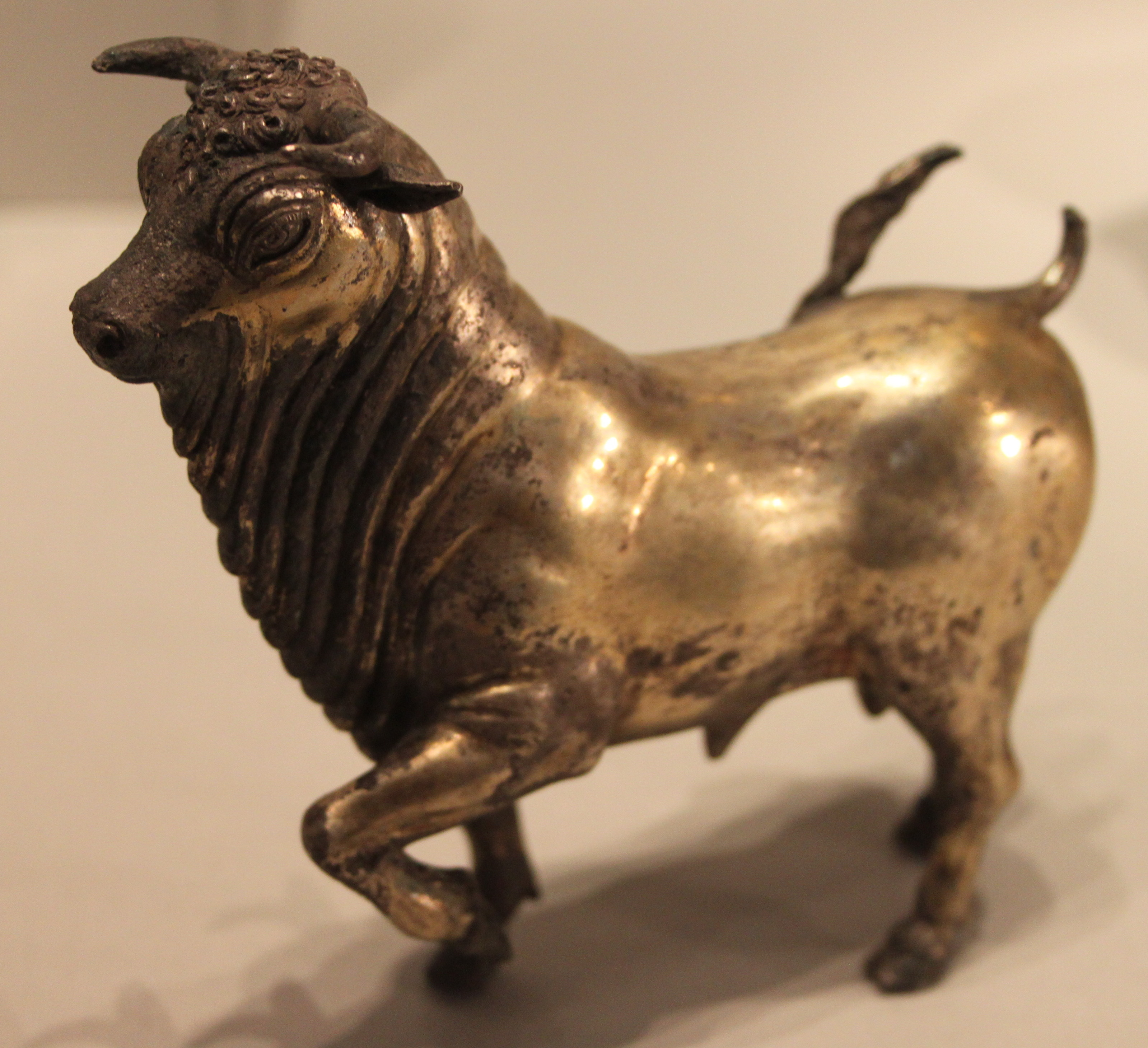
Beeld van een op de Chianina lijkende stier, uit Pompeï (ca 100 v. Chr. - 79 n. Chr.)

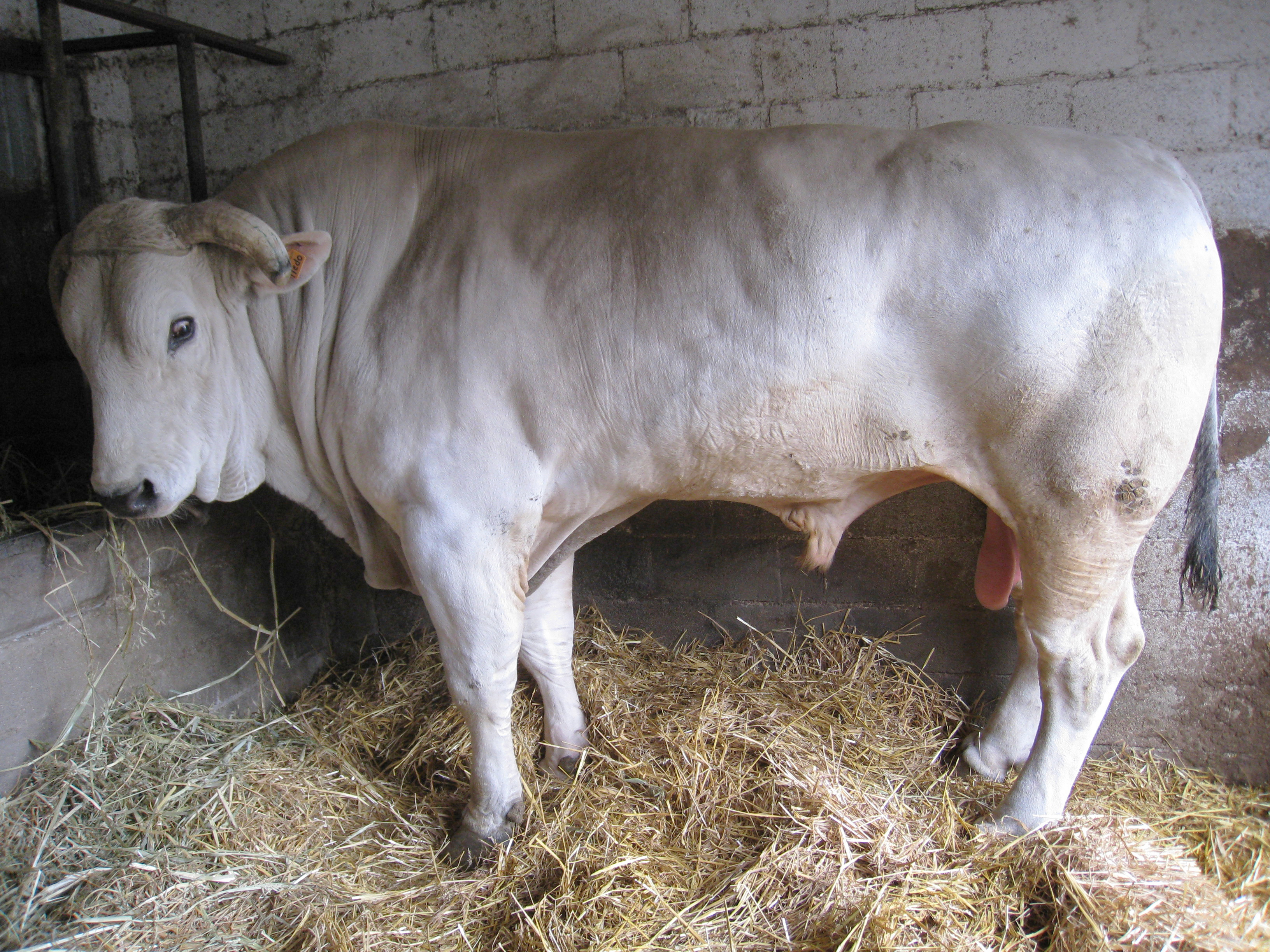
Chianina-stier

De chianina is een oud Etruskisch runderras dat al circa 22 eeuwen wordt gehouden. De bakermat van de chianina is de Val di Chiana, de vruchtbare vallei nabij Florence in Italië.

## Kenmerken
De chianina is een van de oudste runderrassen en staat vooral bekend om zijn grootte. De chianina is het grootste rundveeras ter wereld. Stieren kunnen een schofthoogte bereiken van 2 meter, bij een gewicht van circa 1.700 kilogram. Een volwassen koe weegt tussen 900 en 1.000 kilogram.
Het haar van de chianina is porseleinwit, de huid is donker. Kalfjes worden lichtbruin geboren, pas na 4 maanden komt de witte kleur boven. Dankzij deze kleuren van de vacht, is het ras zeer goed beschermd tegen de warme stralen van de zon.

## Vlees
De chianina is een vleesras. Desalniettemin worden de kalveren gemakkelijk geboren en zijn keizersnedes eerder uitzonderlijk. 
De chianina is een snelle groeier, waardoor de dieren op jonge leeftijd al slachtrijp zijn.
Het vlees zou weinig cholesterol bevatten en zeer vol van smaak zijn. Voor de bistecca alla fiorentina (Florentijnse biefstuk) wordt uitsluitend vlees van de chianina gebruikt.